# Kitawaki Riki
Riki Kitawaki (sinh ngày 22 tháng 11 năm 1985) là một cầu thủ bóng đá người Nhật Bản.

## Sự nghiệp câu lạc bộ
Riki Kitawaki đã từng chơi cho Júbilo Iwata.